# Ниша (Кізнерський район)
Ни́ша (рос. Ныша) — присілок в Кізнерському районі Удмуртії, Росія.
Населення становить 5 осіб (2010, 30 у 2002).
Національний склад (2002):
- росіяни — 93 %

Урбаноніми:
- вулиці — Центральна